# Isaak Tirion

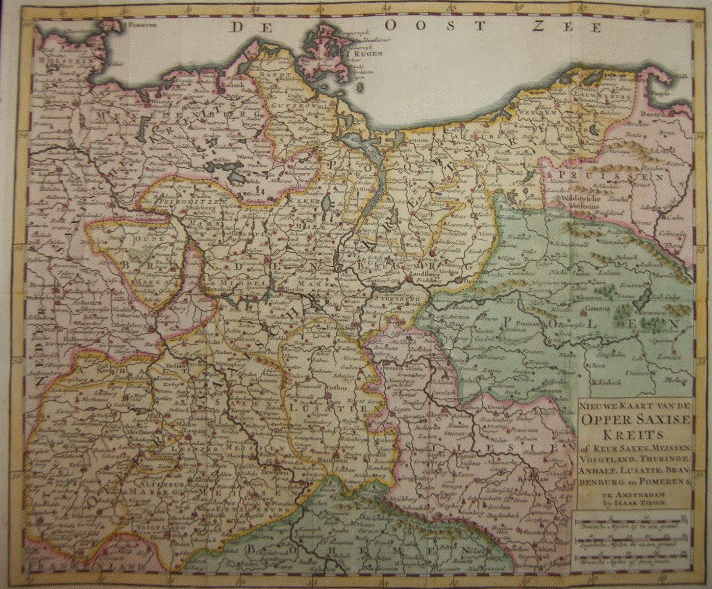
Karte des Obersächsischen Reichskreises, herausgegeben von Isaak Tirion im 18. Jh.

Isaak Tirion (* 1705 in Utrecht; † 1765 in Amsterdam) war ein niederländischer Buchhändler und Verleger.
Er gab zahlreiche Bücher, Serien und Zeitschriften heraus. Von besonderem Interesse sind heute seine Kartenwerke, so die Vereinigten Niederlande in zwölf Teilen und „Tegenwoordige Staat van alle Volken“ („Gegenwärtiger Zustand aller Völker“) in 45 Teilen. Andere wurden als Atlanten herausgegeben. Diese erschienen teilweise erst nach seinem Tode, so der Atlas van Zeeland 1760 und wurden bis 1784 immer wieder aufgelegt.